# Brunflagermus
Brunflagermusen (latin: Nyctalus noctula) er Danmarks største flagermus med en kropslængde på 7,5 cm og et vingefang på omkring 35 cm. Det er en af de almindeligste flagermusearter i landet. Man kan møde den i parker og skove, hvor dens flugt er meget karakteristisk retlinet langs skovbryn og skovveje. Den holder sig i højde med trækronerne hvor den jager insekter.
Brunflagermusen har en kort glat rødbrun pels, paddehatformede indre ørelåg og smalle vinger. Den er træboende både sommer og vinter.
Brunflagermusen er som alle de andre danske flagermusearter fredet.